# 명연주 명음반
명연주 명음반은 KBS 클래식FM(전국, 수도권 기준 FM 93.1MHz)의 서양 고전 음악 전문 프로그램이다. 음악 칼럼니스트 정만섭이 진행한다.
명연주 명음반은 서울대 독문과 출신의 음악평론가인 故 김범수가 진행한 《음악의 산책》을 전신으로 하며, 2002년 10월 21일부터 정만섭이 진행, 프로그램명도 현재의 명칭이 되었다. 2021년 기준으로 19년간 방송되었으며, 이전의 프로그램까지 적용하면 27년 이상 방송되고 있다.
전곡 방송을 원칙으로 하며 요일별로 장르를 바꾸어가며 방송한다. '집중 감상곡'이라 하며 진행자가 직접 선정한 곡을 하나씩 소개하기도 한다.
단, 이 프로그램은 모두 전국방송이다.
2012년 10월 21일에 방송 10주년을 맞이했고, 2014년 10월 21일에 방송 12주년을 맞이했고, 2017년 10월 21일에 방송 15주년을 맞이했으나, 2022년 10월 21일에 방송 20주년을 맞이했다.

## 방송시간
- 본방송 : 매일 오후 2시 ~ 오후 4시
- 재방송 : 다음날 새벽 3시 ~ 새벽 4시 53분

## 요일별 방송 장르
명연주 명음반은 요일별로 장르를 구분하여 중심 레퍼토리를 선정하여 다양한 음악을 들려 준다. 각 요일별 장르는 아래와 같다.
- 월요일 : 협주곡
- 화요일 : 교향곡과 관현악곡
- 수요일 : 독주곡과 소나타(피아노 제외)
- 목요일 : 실내악곡(3중주 이상)
- 금요일 : 성악곡(종교음악&세속음악 포함)
- 토요일, 일요일: 금주의 신보

## 참고 사항
재방송 시 중심 레퍼토리가 방송되기 전에 짧은 곡이 편집된 상태에서 제외된다. 그리고 민방위 훈련 시에는 훈련 방송 관계로 오프닝 시작이 20분 정도 늦어지며 이로 인해 본방송에서는 나오지 않은 곡이 재방송에서 끝곡으로 나간다.